# Thomas Mifflin
Thomas Mifflin, född 10 januari 1744 i Philadelphia i Pennsylvania, död 20 januari 1800 i Lancaster i Pennsylvania, var en amerikansk politiker. Han var ledamot av kontinentalkongressen 1774–1775 och 1780–1784 samt Pennsylvanias president 1788–1790. Efter att presidentämbetet omformades till ett guvernörsämbete, tjänstgjorde Mifflin som guvernör 1790–1799. 
Mifflin avancerade till generalmajor i kontinentala armén i amerikanska frihetskriget. I november 1783 efterträdde Mifflin Elias Boudinot som kontinentalkongressens talman och efterträddes 1784 av Richard Henry Lee. Mifflin vann det första guvernörsvalet i Pennsylvania år 1790. Han efterträddes 1799 som guvernör av Thomas McKean. Mifflin avled 1800 och gravsattes på Trinity Lutheran Cemetery i Lancaster i Pennsylvania. Mifflin County har fått sitt namn efter Thomas Mifflin.